# Antidote (album)
Pour les articles homonymes, voir Antidote (homonymie).
Albums de Shay
Jolie Garce
(2016) Pourvu qu'il pleuve
(2024)
Singles
1. Jolie
Sortie : 30 novembre 2018
2. Notif
Sortie : 22 février 2019
3. Liquide (feat. Niska)
Sortie : 1er juillet 2019

Antidote est le deuxième album studio de la rappeuse belge Shay, sorti le 10 mai 2019 sous le label Capitol.
Après 3 ans d'absence, Shay fait son retour avec Antidote, avec comme premier single Jolie sorti le 30 novembre 2018. Par la suite, l’album, porté par les singles Notif, Liquide et le titre Ich liebe dich, sera certifié disque d’or.

## Liste des pistes
| 1.    | Jolie                 |       | Pyroman                                      | 2:09 |
| 2.    | Liquide (feat. Niska) |       | Meryl, Le Motif & Jo A Touch                 | 2:38 |
| 3.    | Amour & désastres     |       | Josh, Le Motif & Jo A Touch                  | 3:04 |
| 4.    | Désillusions          |       | Le Motif & Jo A Touch                        | 3:23 |
| 5.    | Même pas bonne        |       | Le Motif & Jo A Touch                        | 2:52 |
| 6.    | Notif                 |       | Josh & Junior Alaprod                        | 2:30 |
| 7.    | Prends ton time       |       | Le Motif, Jo A Touch & Junior Alaprod        | 2:50 |
| 8.    | Oh oui                |       | Djaresma                                     | 2:33 |
| 9.    | Pleurer               | Damso | Le Motif, Damso & Jo A Touch                 | 3:18 |
| 10.   | Ich Liebe Dich        |       | Le Motif, Jo A Touch & Josh                  | 3:08 |
| 11.   | Cœur Wanted           |       | Le Motif & Soulayman Beats                   | 3:04 |
| 12.   | Villa                 |       | Jo A Touch, Le Motif & Junior Alaprod        | 3:20 |
| 13.   | BXL                   |       | Le Motif & Jo A Touch                        | 3:08 |
| 14.   | Cocorico (Bonus)      |       | Meryl, Jo A Touch, Le Motif & Junior Alaprod | 2:32 |
| 40:00 |                       |       |                                              |      |

## Certifications
| Classement    | Ventes  | certification |
| ------------- | ------- | ------------- |
| France (SNEP) | 100 000 | Platine       |

## Classements
| Classement (2019) | Meilleure position |
| ----------------- | ------------------ |
| France (SNEP)     | 5                  |
| France (physique) | 36                 |
| Belgique          | 15                 |
| Suisse            | 43                 |

## Titres certifiés en France
- Notif  Platine[11]
- Liquide (feat. Niska)  Diamant[12]
- Ich Liebe Dich  Or[13]
- Jolie  Or
- Même pas bonne   Or

## Singles
- Jolie, 30 novembre 2018
- Notif, 22 février 2019
- Liquide (feat. Niska), 1er juillet 2019